# فرنسيس جوزيف كيرنان
فرنسيس جوزيف كيرنان (بالإنجليزية: Francis Joseph Kernan)‏ هو عسكري أمريكي، ولد في 19 أكتوبر 1859 في جاكسونفيل في الولايات المتحدة، وتوفي في 3 فبراير 1945 في دايتونا بيتش في الولايات المتحدة.